# Том Лібшер
Том Лі́́бшер (нім. Tom Liebscher, нар. з серпня 1993, Дрезден) — німецький спортсмен-веслувальник, що спеціалізується на спринті, триразовий олімпійський чемпіон.

## Участь у міжнародних змаганнях
Брав участь у Чемпіонатах світу з веслування у Дуйсбурзі (2013), Москві (2014), Мілані (2015). На першому всесвітному змаганні взяв участь у перегонах байдарок-одиночок на 500 м і виграв золоту медаль. На Чемпіонаті в Москві змагався у парі з Рональдом Рауе у перегонах байдарок-двійок на 200 м, де німецькі спортсмени також посіли перше місце. На Чемпіонаті у Мілані, змагаючись у перегонах байдарок-одиночок на 500 м, виграв срібляну медаль.
На Олімпійських іграх 2016 у Ріо-де-Жанейро Том Лібшер взяв участь одразу в двох змаганнях: перегонах байдарок-двійок і байдарок-четвірок.
17-18 серпня у парі з Рональдом Рауе взяв участь у перегонах байдарок-двійок на дистанції 200 м, на яких німецька пара посіла п'яте місце у фіналі «А». 19-20 серпня разом з Максом Рендшмідтом, Маркусом Ґроссом і Максом Гоффом змагався у перегонах байдарок-четвірок на дистанції 1000 м, де німецькі веслувальники виграли золоті медалі.

## Виступи на Олімпіадах
| Олімпіада           | Дисципліна                     | Місце |
| ------------------- | ------------------------------ | ----- |
| Ріо-де-Жанейро 2016 | байдарки-двійки, 200 метрів    | 5     |
| Ріо-де-Жанейро 2016 | байдарки-четвірки, 1000 метрів | 1     |
| Токіо 2020          | байдарки-четвірки, 500 метрів  | 1     |
| Париж 2024          | байдарки-двійки, 500 метрів    | 5     |
| Париж 2024          | байдарки-четвірки, 500 метрів  | 1     |

## Зовнішні посилання
- Том Лібшер на сайті International Canoe Federation (англійська)
- Том Лібшер на сайті Olympics.com (англійська)
- Том Лібшер на сайті Olympedia (англійська)
- Том Лібшер на сайті German Olympic Committee (німецька)